# André Sá
André Rezende Sá (* 6. Mai 1977 in Belo Horizonte) ist ein ehemaliger brasilianischer Tennisspieler.

## Karriere
Der Rechtshänder begann 1996 seine Profikarriere. Er gewann auf der ATP World Tour neun Titel im Doppel und erreichte 15 weitere Mal ein Finale. 2007 gelang ihm an der Seite von Marcelo Melo in der Doppelkonkurrenz von Wimbledon der Einzug ins Halbfinale, sein größter Erfolg.
Seine höchsten Weltranglistenplatzierungen erreichte er im August 2002 mit Rang 55 im Einzel und im Februar 2009 mit Rang 17 im Doppel.
Nach den Brasil Open 2018 beendete er seine Karriere.

## Erfolge
| Legende (Anzahl der Siege)                       |
| Grand Slam                                       |
| ATP World Tour Finals                            |
| ATP World Tour Masters 1000                      |
| ATP World Tour 500                               |
| ATP International Series ATP World Tour 250 (11) |
| ATP Challenger Tour (45)                         |

| Titel nach Belag |
| Hartplatz (3)    |
| Sand (7)         |
| Rasen (1)        |

### Einzel

#### Turniersiege
| Nr. | Datum              | Turnier           | Belag     | Finalgegner           | Ergebnis      |
| --- | ------------------ | ----------------- | --------- | --------------------- | ------------- |
| 1.  | 1. März 1998       | Ho-Chi-Minh-Stadt | Hartplatz | Juan Antonio Marín    | 6:3, 3:6, 6:2 |
| 2.  | 15. März 1998      | Salinas           | Hartplatz | Guillermo Cañas       | 7:5, 5:7, 6:4 |
| 3.  | 9. August 1998     | Gramado           | Hartplatz | Hideki Kaneko         | 6:7, 6:1, 6:4 |
| 4.  | 26. September 1999 | Austin            | Hartplatz | Glenn Weiner          | 7:5, 6:2      |
| 5.  | 10. Oktober 1999   | Tulsa             | Hartplatz | Jimy Szymanski        | 6:2, 7:64     |
| 6.  | 17. Oktober 1999   | Dallas            | Hartplatz | Jimy Szymanski        | 7:5, 4:6, 6:4 |
| 7.  | 8. April 2001      | Calabasas         | Hartplatz | Michael Russell       | 4:6, 6:2, 6:4 |
| 8.  | 3. Juni 2001       | Salvador          | Hartplatz | Alexandre Simoni      | 6:3, 6:2      |
| 9.  | 18. Juli 2004      | São Paulo         | Hartplatz | Jacob Adaktusson      | 6:4, 6:0      |
| 10. | 3. Oktober 2004    | College Station   | Hartplatz | Brian Vahaly          | 6:3, 6:0      |
| 11. | 30. Juli 2005      | Campos do Jordão  | Hartplatz | Juan Martín del Potro | 6:4, 6:4      |

### Doppel

#### Turniersiege

##### ATP World Tour
| Nr. | Datum              | Turnier             | Belag         | Partner                | Finalgegner                           | Ergebnis           |
| --- | ------------------ | ------------------- | ------------- | ---------------------- | ------------------------------------- | ------------------ |
| 1.  | 30. September 2001 | Hongkong            | Hartplatz     | Karsten Braasch        | Petr Luxa Radek Štěpánek              | 6:0, 7:5           |
| 2.  | 6. Mai 2007        | Estoril             | Sand          | Marcelo Melo           | Martín García Sebastián Prieto        | 3:6, 6:2, [10:6]   |
| 3.  | 17. Februar 2008   | Costa do Sauípe (1) | Sand          | Marcelo Melo           | Albert Montañés Santiago Ventura      | 4:6, 6:2, [10:7]   |
| 4.  | 24. Mai 2008       | Pörtschach          | Sand          | Marcelo Melo           | Julian Knowle Jürgen Melzer           | 7:5, 6:73, [13:11] |
| 5.  | 23. August 2008    | New Haven           | Hartplatz     | Marcelo Melo           | Mahesh Bhupathi Mark Knowles          | 7:5, 6:2           |
| 6.  | 24. Mai 2009       | Kitzbühel           | Sand          | Marcelo Melo           | Andrei Pavel Horia Tecău              | 6:79, 6:2, [10:7]  |
| 7.  | 25. September 2011 | Metz                | Hartplatz (i) | Jamie Murray           | Marcelo Melo Lukáš Dlouhý             | 6:4, 7:67          |
| 8.  | 1. März 2015       | Buenos Aires        | Sand          | Jarkko Nieminen        | Pablo Andújar Oliver Marach           | 4:6, 6:4, [10:7]   |
| 9.  | 27. Juni 2015      | Nottingham          | Rasen         | Chris Guccione         | Pablo Cuevas David Marrero            | 6:2, 7:5           |
| 10. | 25. Juli 2015      | Umag                | Sand          | Máximo González        | Mariusz Fyrstenberg Santiago González | 4:6, 6:3, [10:5]   |
| 11. | 5. März 2017       | São Paulo (2)       | Sand          | Rogério Dutra da Silva | Marcus Daniell Marcelo Demoliner      | 7:65, 5:7, [10:7]  |

##### ATP Challenger Tour
| Nr. | Datum              | Turnier              | Belag         | Partner             | Finalgegner                           | Ergebnis          |
| --- | ------------------ | -------------------- | ------------- | ------------------- | ------------------------------------- | ----------------- |
| 1.  | 1. März 1997       | Salinas              | Hartplatz     | Fernando Meligeni   | Donald Johnson Francisco Montana      | 6:3, 3:6, 6:3     |
| 2.  | 16. August 1997    | Bronx                | Hartplatz     | Nelson Aerts        | Michael Sell Myles Wakefield          | 4:6, 7:5, 6:1     |
| 3.  | 6. September 1997  | Guadalajara (1)      | Sand          | Nelson Aerts        | Alejandro Hernández Óscar Ortiz       | 3:6, 6:2, 6:4     |
| 4.  | 22. November 1997  | Guadalajara (2)      | Sand          | Nelson Aerts        | Bobby Kokavec Marco Osorio            | 7:6, 6:3          |
| 5.  | 20. September 1998 | Florianópolis        | Sand          | Jaime Oncins        | Marcelo Filippini Gonzalo Rodríguez   | 6:0, 6:1          |
| 6.  | 4. August 2000     | Gramado              | Hartplatz     | Eric Taino          | Daniel Melo Alexandre Simoni          | 7:67, 7:63        |
| 7.  | 6. Januar 2001     | São Paulo (1)        | Hartplatz     | Noam Okun           | Cédric Kauffmann Flávio Saretta       | 6:4, 1:6, 6:4     |
| 8.  | 7. Juli 2001       | Campos do Jordão (1) | Hartplatz     | Alejandro Hernández | Ricardo Mello Ricardo Schlachter      | 6:76, 7:65, 7:5   |
| 9.  | 3. November 2001   | Santiago             | Sand          | Alexandre Simoni    | Daniel Melo Dušan Vemić               | 3:6, 7:3, 7:63    |
| 10. | 8. Juni 2002       | Surbiton             | Rasen         | Jim Thomas          | David Adams Joshua Eagle              | 7:5, 2:6, 6:3     |
| 11. | 25. Oktober 2003   | Torrance             | Hartplatz     | Ramón Delgado       | Diego Ayala Robert Kendrick           | 6:3, 6:4          |
| 12. | 10. Januar 2004    | São Paulo (2)        | Hartplatz     | Ramón Delgado       | Franco Ferreiro Marcelo Melo          | 7:5, 7:65         |
| 13. | 17. Juli 2004      | São Paulo            | Hartplatz     | Alejandro Hernández | Henrique Mello Ricardo Mello          | 6:4, 6:4          |
| 14. | 9. Oktober 2004    | Austin               | Hartplatz     | Bruno Soares        | Robert Kendrick Brian Vahaly          | 6:3, 6:1          |
| 15. | 16. Oktober 2004   | Tiburon              | Hartplatz     | Bruno Soares        | Brandon Coupe Robert Kendrick         | 6:2, 6:3          |
| 16. | 8. Januar 2005     | São Paulo (3)        | Hartplatz     | Bruno Soares        | Tomas Behrend Marcos Daniel           | 6:2, 6:2          |
| 17. | 29. Januar 2005    | Waikoloa             | Hartplatz     | Eric Taino          | Sanchai Ratiwatana Sonchat Ratiwatana | 7:62, 3:6, 7:62   |
| 18. | 5. November 2005   | Boston               | Hartplatz (i) | Ramón Delgado       | Harsh Mankad Jeremy Wurtzman          | 6:3, 6:2          |
| 19. | 26. Mai 2006       | Atlanta              | Sand          | Hugo Armando        | Harel Levy Dudi Sela                  | 6:4, 6:4          |
| 20. | 28. Juli 2006      | Campos do Jordão (2) | Hartplatz     | Marcelo Melo        | Jacob Adaktusson Leonardo Mayer       | 7:61, 7:5         |
| 21. | 5. August 2006     | Belo Horizonte       | Hartplatz     | Marcelo Melo        | Jean-Julien Rojer Márcio Torres       | 6:1, 6:4          |
| 22. | 21. Oktober 2006   | Bogotá (1)           | Sand          | Marcelo Melo        | Eric Nunez Jean-Julien Rojer          | 6:4, 7:65         |
| 23. | 21. April 2007     | Bermuda              | Sand          | Marcelo Melo        | Benedikt Dorsch Serhij Stachowskyj    | 6:2, 6:4          |
| 24. | 17. April 2010     | Blumenau (1)         | Sand          | Franco Ferreiro     | André Ghem Simone Vagnozzi            | 6:4, 6:3          |
| 25. | 23. August 2010    | Brasília             | Hartplatz     | Franco Ferreiro     | Ricardo Mello Caio Zampieri           | 7:65, 6:3         |
| 26. | 20. August 2010    | Salvador             | Hartplatz     | Franco Ferreiro     | Uladsimir Ihnazik Martin Kližan       | 6:2, 6:4          |
| 27. | 25. September 2010 | Bogota (2)           | Sand          | Franco Ferreiro     | Gero Kretschmer Alexander Satschko    | 7:66, 6:4         |
| 28. | 6. November 2010   | São Paulo            | Sand          | Franco Ferreiro     | Rui Machado Daniel Muñoz de la Nava   | 3:6, 7:62, [10:8] |
| 29. | 8. Januar 2011     | São Paulo (4)        | Hartplatz     | Franco Ferreiro     | Santiago González Horacio Zeballos    | 7:5, 7:612        |
| 30. | 16. April 2011     | Blumenau (2)         | Sand          | Franco Ferreiro     | Adrián Menéndez Leonardo Tavares      | 6:2, 3:6, [10:4]  |
| 31. | 23. April 2011     | Santos               | Sand          | Franco Ferreiro     | Gerald Melzer José Pereira            | 6:3, 6:3          |
| 32. | 10. August 2013    | Rio de Janeiro       | Sand          | Thiemo de Bakker    | Marcelo Demoliner João Souza          | 6:3, 6:2          |
| 33. | 27. September 2014 | Orléans              | Hartplatz (i) | Thomaz Bellucci     | Jamie Cerretani Andreas Siljeström    | 5:7, 6:4, [10:8]  |
| 34. | 13. Juni 2015      | Manchester           | Rasen         | Chris Guccione      | Raven Klaasen Rajeev Ram              | kampflos          |

#### Finalteilnahmen
| Nr. | Datum              | Turnier          | Belag     | Partner          | Finalgegner                         | Ergebnis           |
| --- | ------------------ | ---------------- | --------- | ---------------- | ----------------------------------- | ------------------ |
| 1.  | 15. Februar 1998   | San José         | Hartplatz | Nelson Aerts     | Todd Woodbridge Mark Woodforde      | 1:6, 5:7           |
| 2.  | 3. Februar 2001    | Bogotá           | Sand      | Martín Rodríguez | Mariano Hood Sebastián Prieto       | 2:6, 4:6           |
| 3.  | 15. Juli 2001      | Newport          | Rasen     | Glenn Weiner     | Bob Bryan Mike Bryan                | 3:6, 5:7           |
| 4.  | 21. Juli 2002      | Amersfoort (1)   | Sand      | Alexandre Simoni | Jeff Coetzee Chris Haggard          | 6:71, 3:6          |
| 5.  | 15. September 2002 | Costa do Sauípe  | Hartplatz | Gustavo Kuerten  | Scott Humphries Mark Merklein       | 3:6, 6:71          |
| 6.  | 20. Juli 2003      | Amersfoort (2)   | Sand      | Chris Haggard    | Devin Bowen Ashley Fisher           | 0:6, 4:6           |
| 7.  | 15. Juni 2008      | Queen’s Club (1) | Rasen     | Marcelo Melo     | Daniel Nestor Nenad Zimonjić        | 4:6, 6:73          |
| 8.  | 1. März 2009       | Delray Beach (1) | Hartplatz | Marcelo Melo     | Bob Bryan Mike Bryan                | 4:6, 4:6           |
| 9.  | 14. Juni 2009      | Queen’s Club (2) | Rasen     | Marcelo Melo     | Wesley Moodie Michail Juschny       | 4:6, 6:4, [6:10]   |
| 10. | 20. Februar 2011   | Buenos Aires (1) | Sand      | Franco Ferreiro  | Oliver Marach Leonardo Mayer        | 6:76, 3:6          |
| 11. | 6. August 2011     | Kitzbühel        | Sand      | Franco Ferreiro  | Daniele Bracciali Santiago González | 6:71, 6:4, [9:11]  |
| 12. | 19. Februar 2012   | São Paulo        | Sand (i)  | Michal Mertiňák  | Eric Butorac Bruno Soares           | 6:3, 4:6, [8:10]   |
| 13. | 26. Februar 2012   | Buenos Aires (2) | Sand      | Michal Mertiňák  | David Marrero Fernando Verdasco     | 4:6, 4:6           |
| 14. | 4. März 2012       | Delray Beach (2) | Hartplatz | Michal Mertiňák  | Colin Fleming Ross Hutchins         | 6:2, 6:75, [13:15] |
| 15. | 15. Juli 2012      | Stuttgart        | Sand      | Michal Mertiňák  | Jérémy Chardy Łukasz Kubot          | 1:6, 3:6           |
| 16. | 4. Oktober 2015    | Shenzhen         | Hartplatz | Chris Guccione   | Jonathan Erlich Colin Fleming       | 1:6, 7:63, [6:10]  |
| 17. | 25. April 2016     | Bukarest         | Sand      | Chris Guccione   | Florin Mergea Horia Tecău           | 5:7, 4:6           |
| 18. | 19. Juni 2016      | Queen’s Club (3) | Rasen     | Chris Guccione   | Pierre-Hugues Herbert Nicolas Mahut | 3:6, 6:75          |
| 19. | 30. Juni 2017      | ATP Eastbourne   | Rasen     | Rohan Bopanna    | Bob Bryan Mike Bryan                | 7:64, 4:6, [3:10]  |